# Sojoez TMA-7
Sojoez TMA-7 (Russisch: Союз ТМА-7) was een Sojoez-missie naar het International Space Station.

## Bemanning

### Gelanceerd
- Valeri Tokarev (2) bevelhebber -  Rusland
- William McArthur (4) boordingenieur-  Verenigde Staten
- Gregory Olsen (1) ruimtetoerist-  Verenigde Staten

### Geland
- Valeri Tokarev (2) bevelhebber -  Rusland
- William McArthur (4) boordingenieur -  Verenigde Staten
- Marcos Pontes (1) vluchtingenieur -  Brazilië

## Missie parameters
- Massa: 7.200 kg
- Perigeum: 200 km
- Apogeum: 252 km
- Glooiingshoek: ~51.7°
- omlooptijd: 88.7 min

## Gekoppeld aan het ISS
- Gekoppeld aan het ISS: 3 oktober, 2005,05:27 UTC (aan de pirs module)
- Afgekoppeld van het ISS: 18 november, 2005, 08:46 UTC (van de pirs module)
- Gekoppeld aan het ISS: 18 november, 2005, 09:05 UTC (aan de Zarya module)
- Afgekoppeld van het ISS: 20 maart, 2006, 06:49 UTC (van de Zarya module)
- Gekoppeld aan het ISS: 20 maart, 2006,07:11 UTC (aan de Zvezda module)
- Afgekoppeld van het ISS: 8 april, 2006, 20:28 UTC van de Zvezda module)